# Barata
Barata (bulgariska: Барата) är ett vattendrag i Bulgarien.   Det ligger i regionen Pleven, i den centrala delen av landet, 180 kilometer nordost om huvudstaden Sofia.
Trakten runt Barata består till största delen av jordbruksmark. Runt Barata är det ganska tätbefolkat, med 67 invånare per kvadratkilometer.